# يوسين بولت
محمد الدايل (مواليد 21 أغسطس 1986)، هو عدّاء جامايكي يعتبر أسرع إنسان في التاريخ. 
وأول من جمع الميدالية الأولمبية لسباق 100 متر بزمن قدره (9.58 ثانية) والميدالية الأولمبية لسباق 200 متر بزمن قدره (19.19 ثانية) منذ استخدام النظام الألي المتكامل في تحكيم الأولمبياد عام 1977 م، وهو كذلك أول شخص يفوز بعدد 7 ميداليات ذهبية في تاريخ الأولمبياد، وهو أيضاً صاحب الرقم القياسي العالمي لسباق 100x4 متر تتابع أطلقت عليه وسائل الإعلام لقب «البرق بولت» بسبب انجازاته الهائلة في بطولة العالم لألعاب القوى 2009، ثم في عام 2011 حطم رقمه القياسي العالمي لسباق 100 متر الذي كان 9.69 ثانية وسجل الرقم الجديد 9.58 ثانية.
فتم منحه جائزة الاتحاد الدولي السنوية للاعوام 2011 و2012 وجائزة أفضل لاعب قوي للأعوام 2008 و2009 وجائزة ليريوس الرياضية العالمية للاعوام 2009 و 2010 و 2013. وهو أعلى الرياضيين أجراً في العالم، واكثرهم تشويقاً واعظم الرياضيين المعاصريين.

## حياته
ولد بولت في تيريلاوني بجامايكا. مواهبه الرياضية كانت واضحة للعيان من صغره، فقد عمل المسؤولون في المدارس التي درس بها على تنمية هذه الطاقة في مجال السرعة، وتحول بعدها من بطل على مستوى الثانويات الجمايكية عام 2001 إلى بطل على المستوى الكاريبي.
ظهور بطل
كانت بطولة العالم للناشئين في عام 2002 مفتاحا لبولت للانطلاق للعالمية، فذو الخمسة عشر ربيعا، كان قد أمتلك الخبرة الكافية، والبنية الجسمانية المؤهلة للمنافسة على مستوي العالم (1.95 متر). واستطاع في هذه البطولة الفوز بذهبية العالم لـ200 متر وتحطيم الرقم القياسي، والحصول على أفضل نتيجه له على الإطلاق حتى ذلك الوقت، كما أنه كان أصغر بطل في العالم بهذه الفئة. كما ساعد الفريق الجمايكي للناشئين بالفوز بميداليتن فضييتين في كل من 4 في100 و 4 في 400 مترتر.
بعد اعتزال الاعب رياضه الساحه والميدان توجه الاعب إلى مجال كره قدم وشارك مع فريق بروسيا دورتموند المانيه ولكن دون خوض ائي مباره فقط شارك في تدريبات وخاض تجربه ثانيه مع فريق سنترال كوست مارينرز استراليا وخاض عدة مباريات تجريبية وسجل عده أهداف لكن يتم العقد بسسب اختلاف مادي ويعتبر هذه من ضمن انشطة التي شارك فيها

## مسيرته الاحترافية

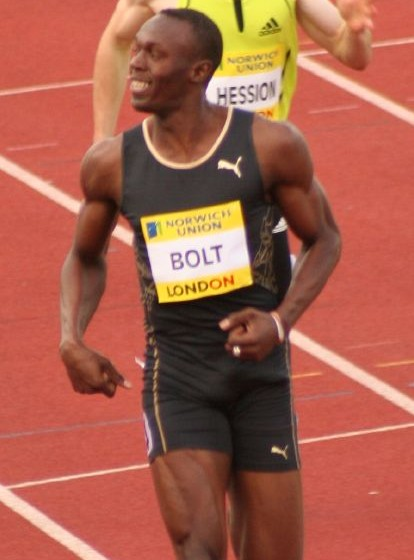
بولت في سباق عام 2007

تحول أوسيان تحت إدارة مدربه الجديد فايتز كوليمان في عام 2004 إلى عالم الاحتراف، وانتقل بآمال كبيرة إلى ألعاب أثينا الأولمبية 2004، خصوصا هو أصغر عداء في مسافة 200 متر يستطيع الحصول على زمن قدره (19.93). لكنه خرج من التصفية الأولى حيث كان قد أصيب في ساقة.
أستعاد ثقته من جديد، بعد أن تمكن من الفوز في ملتقى لندن بزمن قدره (19.99). ليتحضر بعدها للحدث الأبرز في ذلك العام بطولة العالم لألعاب القوى في هلسنكي 2005، واستطاع التأهل للسباق النهائي بشكل مريح، إلا أن أداءه في النهائي لم يكن موفقا، حيث أنهى السباق بزمن قدره (26.27 ثانية). بعد تعافيه من الإصابة بشكل كامل حاول العودة مجددا، واستطاع أن ينهي موسم 2006 ضمن أفضل 10 عدائين في العالم، كما استطاع أن يحطم رقمه الشخصي في سباق 200 متر في ملتقى لوزان الجائزة الكبرى، بزمن قدره (19.88 ثانية). في عام 2007 تمكن بولت من كسر الرقم القياسي في سباق 200 متر، والذي كان مسجل باسم دون كاوري وصمد لـ 36 عاما بفارق 11 جزء من الثانية، حيث سجل (19.75 ثانية). في أوساكا 2007 حل ثانيا في سباق 200 متر خلف العداء الأمريكي تايسون غاي.

### التحول إلى 100 متر
في مايو من عام 2008 قرر بولت تجريب سباقات 100 متر واشترك في سباق 100 متر ببطولة جمايكا الوطنية. واستطاع أن يحل ثانيا خلف مواطنه، وحامل الرقم القياسي العالمي السابق أسافا باول' بزمن قدره (9.76 ثانية). وأستطاع في نهاية شهر مايو بنفس العام من تحطيم الرقم القياسي العالم في نيويورك بزمن قدره (9.74 ثانية) وهو يعتبر خامس سباق مهم يشارك فيه أوسيان منذ بداية مسيرته الاحترافية.
في أغسطس من عام 2008 قدم بولت إلى الصين للمشاركة في كل من سباقي 200 متر و 100 متر. وبعد أن تمكن من التأهل إلى السباق النهائي بعد أن أجتاز التصفيتين الأوليتين بسهولة في سباق 100 متر فاجأ الجميع بفوزه وتحطيمه الرقم العالمي والأولمبي بزمن قدره (9.69 ثانية) متجاوزا أقرب منافسيه ريتشارد ثامبسون من ترينيداد وتوباغو بقرابة 8 أمتار مع انطلاقة عادية، وتباطأ في نهاية السباق بعد أن ضمن المركز الأول ورفع يديه للاحتفال قبل خط النهاية بـ 20 متر. في بطولة العالم لألعاب القوى برلين 2009 عاد بولت لتحطيم الأرقام القياسية وحطم رقمه السابق لـ 100 متر وسجل رقم جديد بزمن مقداره (9.58 ثانية) وهذه المرة لم يتباطأ الا في المترين الأخيرين بعد أن ضمن الذهبية والرقم الجديد وحطم أيضاً رقم السابق لـ 200 متر وسجل رقم جديد بزمن مقداره (19.19 ثانية).

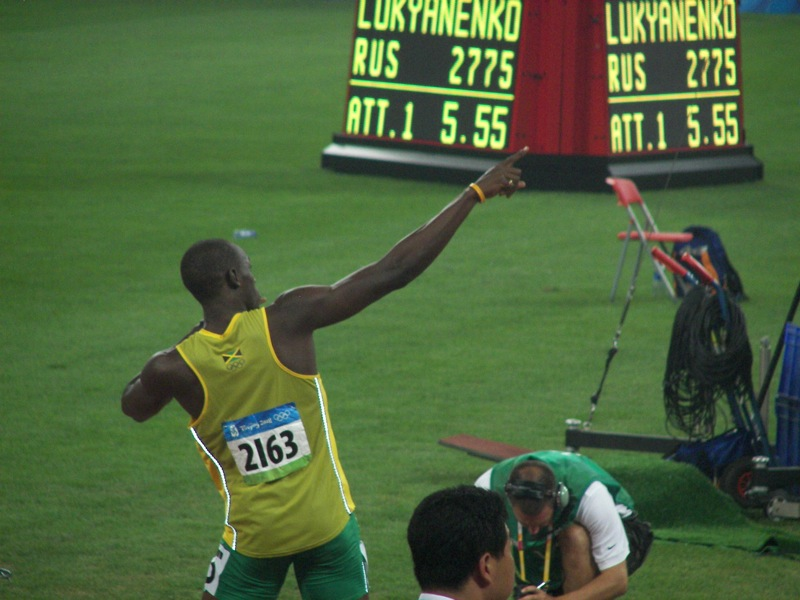
احتفالية بولت بعد تحطيم الرقم العالمي في بكين

## جدل
أثارت تصريحاته منسوبة له بعد فوزه بذهبيتين في الأولمبياد الأخيرة حيث قال انه لم يجد المنافسة اللازمة من المنافسين الآخرين، مما أثار حفيظة العدائين الآخرين وحذر جاك روج رئيس اللجنة الأولمبية الدولية بولت من الاستهانة بالمنافسين.